# Zwarte Sneeuw (televisieserie)
Zwarte Sneeuw is een Nederlandse televisieserie die in 1996 uitgezonden werd door de NCRV.

## Verhaal
Eva Bender (Tamar van den Dop) werkt als au pair in Frankrijk. Wanneer ze haar vriendin Tessa (Ariane Schluter) te gast heeft, krijgt ze ook bezoek van haar ouders (Tom Jansen en Truus te Selle) die duidelijk met iets in hun maag zitten. Wat er is, willen ze Eva nog niet vertellen en een dag later krijgen ze een ongeluk waarbij haar moeder overlijdt en haar vader in een coma raakt. Hierna gaat Eva op zoek naar de geheimen van haar ouders.

## Rolverdeling
- Tamar van den Dop - Eva Bender
- Tom Jansen - Martin Bender
- Ariane Schluter - Tessa
- Charmayne Jager - Kleine Eva
- Josse De Pauw - Ludo
- Truus te Selle - Lydia Bender
- Caroline Almekinders - Laura Bender
- Olga Louzgina - Olga
- Ryszard Turbiasz - Alex
- Dirk Zeelenberg - Frank
- Greet Groot - Oma
- Peter Paul Muller - Bart
- Jaap Spijkers - Man driehoog
- Han Kerckhoffs - Visser